# 1563
Portal Geschichte | Portal Biografien | Aktuelle Ereignisse | Jahreskalender | Tagesartikel

◄ |
15. Jahrhundert |
16. Jahrhundert
| 17. Jahrhundert | ►

◄ |
1530er |
1540er |
1550er |
1560er
| 1570er | 1580er | 1590er | ►

◄◄ |
◄ |
1559 |
1560 |
1561 |
1562 |
1563
| 1564 | 1565 | 1566 | 1567 | ► | ►►
Staatsoberhäupter  · Nekrolog   · Musikjahr
| Januar | Januar | Januar | Januar | Januar | Januar | Januar | Januar |
| Kw     | Mo     | Di     | Mi     | Do     | Fr     | Sa     | So     |
| ------ | ------ | ------ | ------ | ------ | ------ | ------ | ------ |
| 53     |        |        |        |        | 1      | 2      | 3      |
| 1      | 4      | 5      | 6      | 7      | 8      | 9      | 10     |
| 2      | 11     | 12     | 13     | 14     | 15     | 16     | 17     |
| 3      | 18     | 19     | 20     | 21     | 22     | 23     | 24     |
| 4      | 25     | 26     | 27     | 28     | 29     | 30     | 31     |

| Februar | Februar | Februar | Februar | Februar | Februar | Februar | Februar |
| Kw      | Mo      | Di      | Mi      | Do      | Fr      | Sa      | So      |
| ------- | ------- | ------- | ------- | ------- | ------- | ------- | ------- |
| 5       | 1       | 2       | 3       | 4       | 5       | 6       | 7       |
| 6       | 8       | 9       | 10      | 11      | 12      | 13      | 14      |
| 7       | 15      | 16      | 17      | 18      | 19      | 20      | 21      |
| 8       | 22      | 23      | 24      | 25      | 26      | 27      | 28      |

| März | März | März | März | März | März | März | März |
| Kw   | Mo   | Di   | Mi   | Do   | Fr   | Sa   | So   |
| ---- | ---- | ---- | ---- | ---- | ---- | ---- | ---- |
| 9    | 1    | 2    | 3    | 4    | 5    | 6    | 7    |
| 10   | 8    | 9    | 10   | 11   | 12   | 13   | 14   |
| 11   | 15   | 16   | 17   | 18   | 19   | 20   | 21   |
| 12   | 22   | 23   | 24   | 25   | 26   | 27   | 28   |
| 13   | 29   | 30   | 31   |      |      |      |      |

| April | April | April | April | April | April | April | April |
| Kw    | Mo    | Di    | Mi    | Do    | Fr    | Sa    | So    |
| ----- | ----- | ----- | ----- | ----- | ----- | ----- | ----- |
| 13    |       |       |       | 1     | 2     | 3     | 4     |
| 14    | 5     | 6     | 7     | 8     | 9     | 10    | 11    |
| 15    | 12    | 13    | 14    | 15    | 16    | 17    | 18    |
| 16    | 19    | 20    | 21    | 22    | 23    | 24    | 25    |
| 17    | 26    | 27    | 28    | 29    | 30    |       |       |

| Mai | Mai | Mai | Mai | Mai | Mai | Mai | Mai |
| Kw  | Mo  | Di  | Mi  | Do  | Fr  | Sa  | So  |
| --- | --- | --- | --- | --- | --- | --- | --- |
| 17  |     |     |     |     |     | 1   | 2   |
| 18  | 3   | 4   | 5   | 6   | 7   | 8   | 9   |
| 19  | 10  | 11  | 12  | 13  | 14  | 15  | 16  |
| 20  | 17  | 18  | 19  | 20  | 21  | 22  | 23  |
| 21  | 24  | 25  | 26  | 27  | 28  | 29  | 30  |
| 22  | 31  |     |     |     |     |     |     |

| Juni | Juni | Juni | Juni | Juni | Juni | Juni | Juni |
| Kw   | Mo   | Di   | Mi   | Do   | Fr   | Sa   | So   |
| ---- | ---- | ---- | ---- | ---- | ---- | ---- | ---- |
| 22   |      | 1    | 2    | 3    | 4    | 5    | 6    |
| 23   | 7    | 8    | 9    | 10   | 11   | 12   | 13   |
| 24   | 14   | 15   | 16   | 17   | 18   | 19   | 20   |
| 25   | 21   | 22   | 23   | 24   | 25   | 26   | 27   |
| 26   | 28   | 29   | 30   |      |      |      |      |

| Juli | Juli | Juli | Juli | Juli | Juli | Juli | Juli |
| Kw   | Mo   | Di   | Mi   | Do   | Fr   | Sa   | So   |
| ---- | ---- | ---- | ---- | ---- | ---- | ---- | ---- |
| 26   |      |      |      | 1    | 2    | 3    | 4    |
| 27   | 5    | 6    | 7    | 8    | 9    | 10   | 11   |
| 28   | 12   | 13   | 14   | 15   | 16   | 17   | 18   |
| 29   | 19   | 20   | 21   | 22   | 23   | 24   | 25   |
| 30   | 26   | 27   | 28   | 29   | 30   | 31   |      |

| August | August | August | August | August | August | August | August |
| Kw     | Mo     | Di     | Mi     | Do     | Fr     | Sa     | So     |
| ------ | ------ | ------ | ------ | ------ | ------ | ------ | ------ |
| 30     |        |        |        |        |        |        | 1      |
| 31     | 2      | 3      | 4      | 5      | 6      | 7      | 8      |
| 32     | 9      | 10     | 11     | 12     | 13     | 14     | 15     |
| 33     | 16     | 17     | 18     | 19     | 20     | 21     | 22     |
| 34     | 23     | 24     | 25     | 26     | 27     | 28     | 29     |
| 35     | 30     | 31     |        |        |        |        |        |

| September | September | September | September | September | September | September | September |
| Kw        | Mo        | Di        | Mi        | Do        | Fr        | Sa        | So        |
| --------- | --------- | --------- | --------- | --------- | --------- | --------- | --------- |
| 35        |           |           | 1         | 2         | 3         | 4         | 5         |
| 36        | 6         | 7         | 8         | 9         | 10        | 11        | 12        |
| 37        | 13        | 14        | 15        | 16        | 17        | 18        | 19        |
| 38        | 20        | 21        | 22        | 23        | 24        | 25        | 26        |
| 39        | 27        | 28        | 29        | 30        |           |           |           |

| Oktober | Oktober | Oktober | Oktober | Oktober | Oktober | Oktober | Oktober |
| Kw      | Mo      | Di      | Mi      | Do      | Fr      | Sa      | So      |
| ------- | ------- | ------- | ------- | ------- | ------- | ------- | ------- |
| 39      |         |         |         |         | 1       | 2       | 3       |
| 40      | 4       | 5       | 6       | 7       | 8       | 9       | 10      |
| 41      | 11      | 12      | 13      | 14      | 15      | 16      | 17      |
| 42      | 18      | 19      | 20      | 21      | 22      | 23      | 24      |
| 43      | 25      | 26      | 27      | 28      | 29      | 30      | 31      |

| November | November | November | November | November | November | November | November |
| Kw       | Mo       | Di       | Mi       | Do       | Fr       | Sa       | So       |
| -------- | -------- | -------- | -------- | -------- | -------- | -------- | -------- |
| 44       | 1        | 2        | 3        | 4        | 5        | 6        | 7        |
| 45       | 8        | 9        | 10       | 11       | 12       | 13       | 14       |
| 46       | 15       | 16       | 17       | 18       | 19       | 20       | 21       |
| 47       | 22       | 23       | 24       | 25       | 26       | 27       | 28       |
| 48       | 29       | 30       |          |          |          |          |          |

| Dezember | Dezember | Dezember | Dezember | Dezember | Dezember | Dezember | Dezember |
| Kw       | Mo       | Di       | Mi       | Do       | Fr       | Sa       | So       |
| -------- | -------- | -------- | -------- | -------- | -------- | -------- | -------- |
| 48       |          |          | 1        | 2        | 3        | 4        | 5        |
| 49       | 6        | 7        | 8        | 9        | 10       | 11       | 12       |
| 50       | 13       | 14       | 15       | 16       | 17       | 18       | 19       |
| 51       | 20       | 21       | 22       | 23       | 24       | 25       | 26       |
| 52       | 27       | 28       | 29       | 30       | 31       |          |          |

| Januar | Januar | Januar | Januar | Januar | Januar | Januar | Januar |
| Kw     | Mo     | Di     | Mi     | Do     | Fr     | Sa     | So     |
| ------ | ------ | ------ | ------ | ------ | ------ | ------ | ------ |
| 53     |        |        |        |        | 1      | 2      | 3      |
| 1      | 4      | 5      | 6      | 7      | 8      | 9      | 10     |
| 2      | 11     | 12     | 13     | 14     | 15     | 16     | 17     |
| 3      | 18     | 19     | 20     | 21     | 22     | 23     | 24     |
| 4      | 25     | 26     | 27     | 28     | 29     | 30     | 31     |

| Februar | Februar | Februar | Februar | Februar | Februar | Februar | Februar |
| Kw      | Mo      | Di      | Mi      | Do      | Fr      | Sa      | So      |
| ------- | ------- | ------- | ------- | ------- | ------- | ------- | ------- |
| 5       | 1       | 2       | 3       | 4       | 5       | 6       | 7       |
| 6       | 8       | 9       | 10      | 11      | 12      | 13      | 14      |
| 7       | 15      | 16      | 17      | 18      | 19      | 20      | 21      |
| 8       | 22      | 23      | 24      | 25      | 26      | 27      | 28      |

| März | März | März | März | März | März | März | März |
| Kw   | Mo   | Di   | Mi   | Do   | Fr   | Sa   | So   |
| ---- | ---- | ---- | ---- | ---- | ---- | ---- | ---- |
| 9    | 1    | 2    | 3    | 4    | 5    | 6    | 7    |
| 10   | 8    | 9    | 10   | 11   | 12   | 13   | 14   |
| 11   | 15   | 16   | 17   | 18   | 19   | 20   | 21   |
| 12   | 22   | 23   | 24   | 25   | 26   | 27   | 28   |
| 13   | 29   | 30   | 31   |      |      |      |      |

| April | April | April | April | April | April | April | April |
| Kw    | Mo    | Di    | Mi    | Do    | Fr    | Sa    | So    |
| ----- | ----- | ----- | ----- | ----- | ----- | ----- | ----- |
| 13    |       |       |       | 1     | 2     | 3     | 4     |
| 14    | 5     | 6     | 7     | 8     | 9     | 10    | 11    |
| 15    | 12    | 13    | 14    | 15    | 16    | 17    | 18    |
| 16    | 19    | 20    | 21    | 22    | 23    | 24    | 25    |
| 17    | 26    | 27    | 28    | 29    | 30    |       |       |

| Mai | Mai | Mai | Mai | Mai | Mai | Mai | Mai |
| Kw  | Mo  | Di  | Mi  | Do  | Fr  | Sa  | So  |
| --- | --- | --- | --- | --- | --- | --- | --- |
| 17  |     |     |     |     |     | 1   | 2   |
| 18  | 3   | 4   | 5   | 6   | 7   | 8   | 9   |
| 19  | 10  | 11  | 12  | 13  | 14  | 15  | 16  |
| 20  | 17  | 18  | 19  | 20  | 21  | 22  | 23  |
| 21  | 24  | 25  | 26  | 27  | 28  | 29  | 30  |
| 22  | 31  |     |     |     |     |     |     |

| Juni | Juni | Juni | Juni | Juni | Juni | Juni | Juni |
| Kw   | Mo   | Di   | Mi   | Do   | Fr   | Sa   | So   |
| ---- | ---- | ---- | ---- | ---- | ---- | ---- | ---- |
| 22   |      | 1    | 2    | 3    | 4    | 5    | 6    |
| 23   | 7    | 8    | 9    | 10   | 11   | 12   | 13   |
| 24   | 14   | 15   | 16   | 17   | 18   | 19   | 20   |
| 25   | 21   | 22   | 23   | 24   | 25   | 26   | 27   |
| 26   | 28   | 29   | 30   |      |      |      |      |

| Juli | Juli | Juli | Juli | Juli | Juli | Juli | Juli |
| Kw   | Mo   | Di   | Mi   | Do   | Fr   | Sa   | So   |
| ---- | ---- | ---- | ---- | ---- | ---- | ---- | ---- |
| 26   |      |      |      | 1    | 2    | 3    | 4    |
| 27   | 5    | 6    | 7    | 8    | 9    | 10   | 11   |
| 28   | 12   | 13   | 14   | 15   | 16   | 17   | 18   |
| 29   | 19   | 20   | 21   | 22   | 23   | 24   | 25   |
| 30   | 26   | 27   | 28   | 29   | 30   | 31   |      |

| August | August | August | August | August | August | August | August |
| Kw     | Mo     | Di     | Mi     | Do     | Fr     | Sa     | So     |
| ------ | ------ | ------ | ------ | ------ | ------ | ------ | ------ |
| 30     |        |        |        |        |        |        | 1      |
| 31     | 2      | 3      | 4      | 5      | 6      | 7      | 8      |
| 32     | 9      | 10     | 11     | 12     | 13     | 14     | 15     |
| 33     | 16     | 17     | 18     | 19     | 20     | 21     | 22     |
| 34     | 23     | 24     | 25     | 26     | 27     | 28     | 29     |
| 35     | 30     | 31     |        |        |        |        |        |

| September | September | September | September | September | September | September | September |
| Kw        | Mo        | Di        | Mi        | Do        | Fr        | Sa        | So        |
| --------- | --------- | --------- | --------- | --------- | --------- | --------- | --------- |
| 35        |           |           | 1         | 2         | 3         | 4         | 5         |
| 36        | 6         | 7         | 8         | 9         | 10        | 11        | 12        |
| 37        | 13        | 14        | 15        | 16        | 17        | 18        | 19        |
| 38        | 20        | 21        | 22        | 23        | 24        | 25        | 26        |
| 39        | 27        | 28        | 29        | 30        |           |           |           |

| Oktober | Oktober | Oktober | Oktober | Oktober | Oktober | Oktober | Oktober |
| Kw      | Mo      | Di      | Mi      | Do      | Fr      | Sa      | So      |
| ------- | ------- | ------- | ------- | ------- | ------- | ------- | ------- |
| 39      |         |         |         |         | 1       | 2       | 3       |
| 40      | 4       | 5       | 6       | 7       | 8       | 9       | 10      |
| 41      | 11      | 12      | 13      | 14      | 15      | 16      | 17      |
| 42      | 18      | 19      | 20      | 21      | 22      | 23      | 24      |
| 43      | 25      | 26      | 27      | 28      | 29      | 30      | 31      |

| November | November | November | November | November | November | November | November |
| Kw       | Mo       | Di       | Mi       | Do       | Fr       | Sa       | So       |
| -------- | -------- | -------- | -------- | -------- | -------- | -------- | -------- |
| 44       | 1        | 2        | 3        | 4        | 5        | 6        | 7        |
| 45       | 8        | 9        | 10       | 11       | 12       | 13       | 14       |
| 46       | 15       | 16       | 17       | 18       | 19       | 20       | 21       |
| 47       | 22       | 23       | 24       | 25       | 26       | 27       | 28       |
| 48       | 29       | 30       |          |          |          |          |          |

| Dezember | Dezember | Dezember | Dezember | Dezember | Dezember | Dezember | Dezember |
| Kw       | Mo       | Di       | Mi       | Do       | Fr       | Sa       | So       |
| -------- | -------- | -------- | -------- | -------- | -------- | -------- | -------- |
| 48       |          |          | 1        | 2        | 3        | 4        | 5        |
| 49       | 6        | 7        | 8        | 9        | 10       | 11       | 12       |
| 50       | 13       | 14       | 15       | 16       | 17       | 18       | 19       |
| 51       | 20       | 21       | 22       | 23       | 24       | 25       | 26       |
| 52       | 27       | 28       | 29       | 30       | 31       |          |          |

## Ereignisse

### Politik und Weltgeschehen

#### Erster Hugenottenkrieg

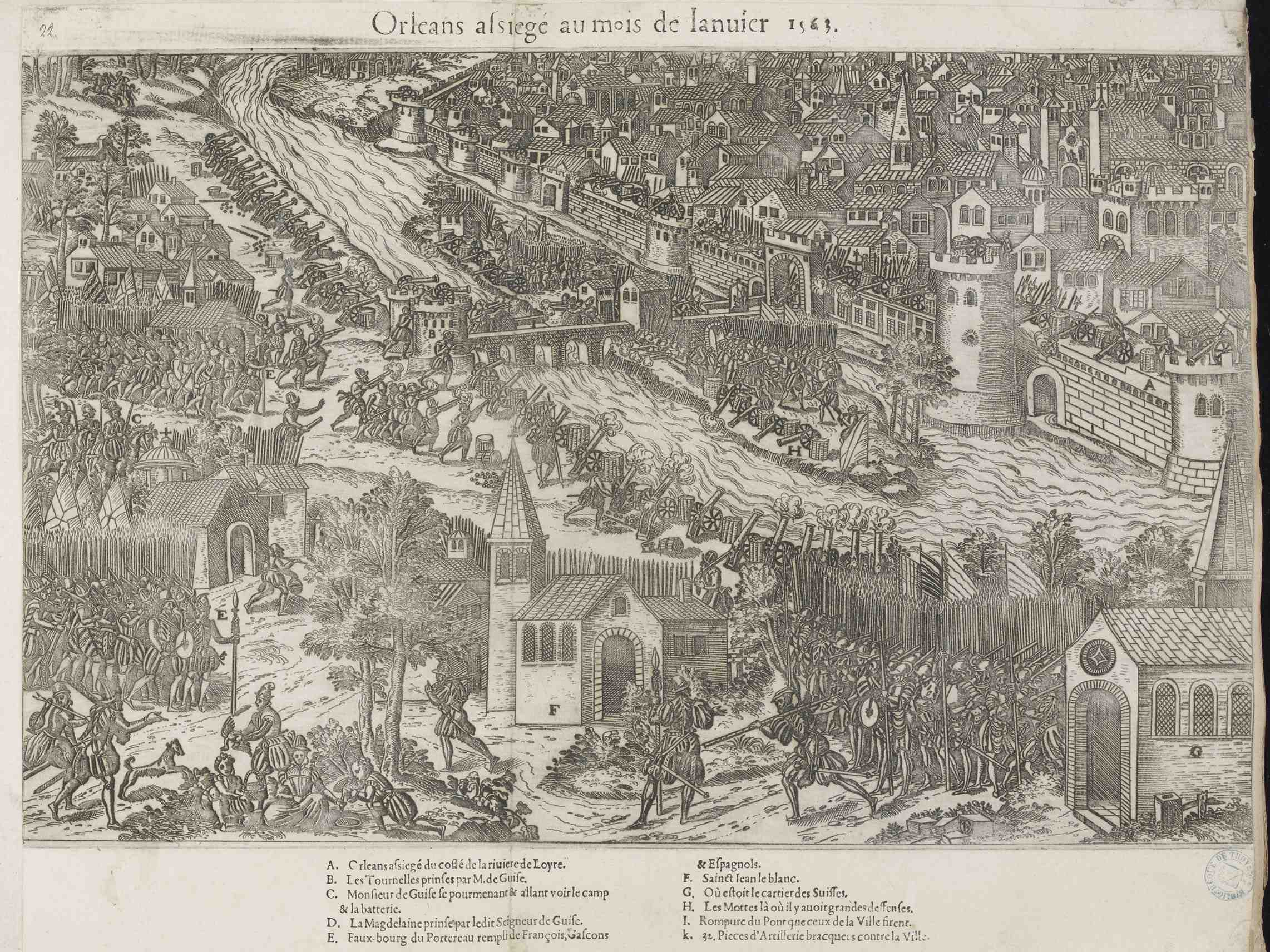
Die Belagerung von Orléans, Gravur von Jacques Tortorel und Jean-Jacques Perrissin

- 5. Februar: Die Belagerung von Orléans, die letzte wichtige militärische Aktion des ersten Hugenottenkriegs, beginnt. Nach der Niederlage in der Schlacht bei Dreux Ende des Vorjahres haben sich die aufständischen Hugenotten mit ihren verbliebenen Truppen in die Stadt zurückgezogen.

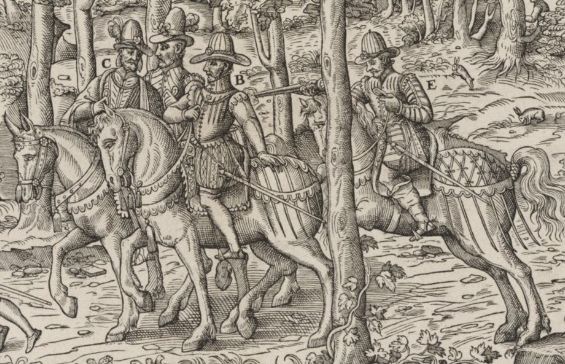
Attentat auf den Duc de Guise, Gravur von Tortorel und Perrissin

- 18. Februar: Bei der Belagerung von Orléans wird François de Lorraine, duc de Guise, der Anführer der katholischen Streitkräfte, durch ein Attentat Jean de Poltrot de Mérés schwer verwundet; sechs Tage später stirbt er. Der Attentäter wird am 18. März hingerichtet.
- 19. März: Im Edikt von Amboise erhalten die Hugenotten in Frankreich durch Katharina von Medici freie Religionsausübung, ausgenommen in Paris und einigen anderen Städten, zugestanden.

#### Weitere Ereignisse in Europa

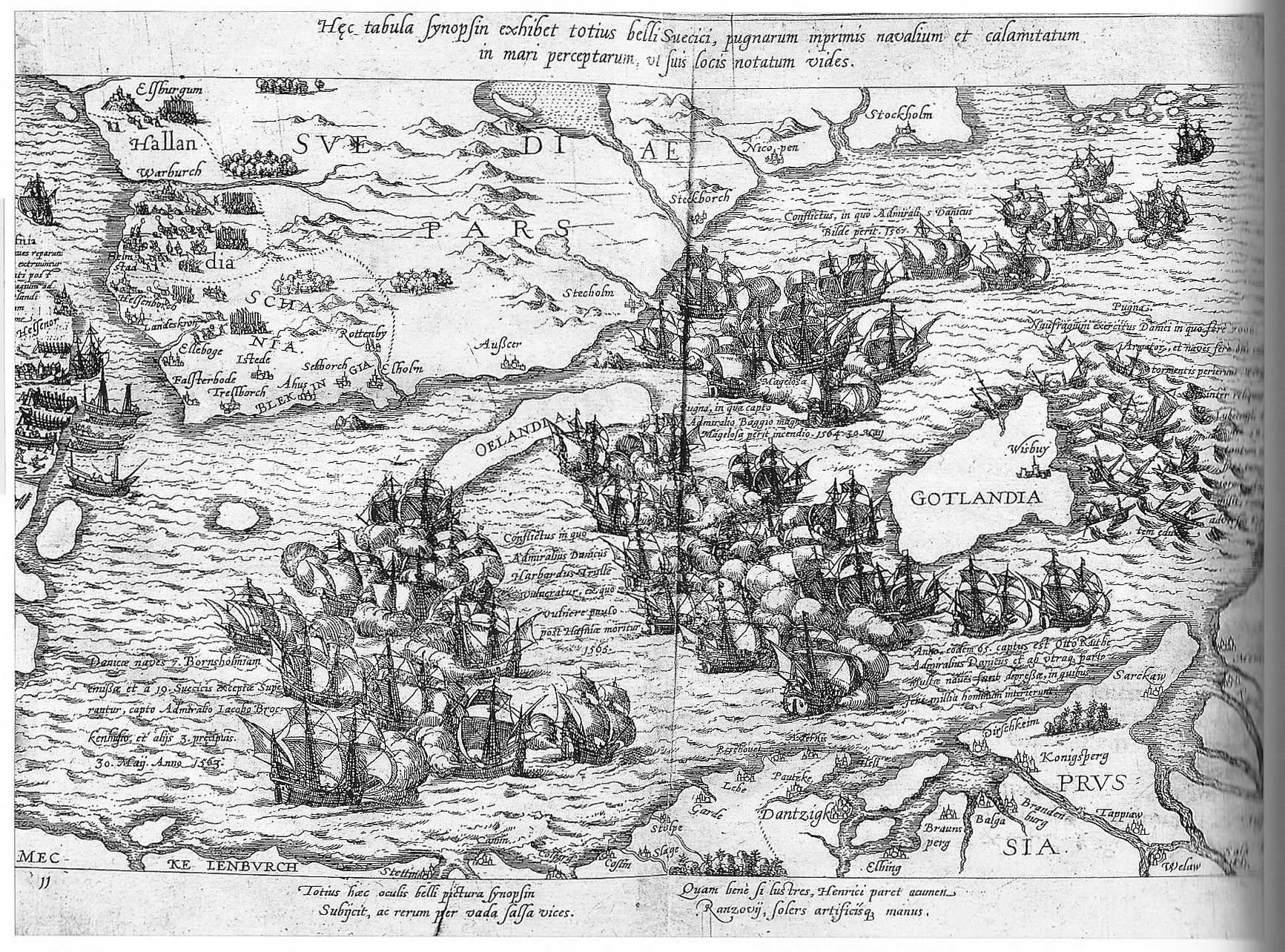
Zeitgenössische Darstellung des Dreikronenkrieges

- 30. Mai: Der schwedische Admiral Jakob Bagge vernichtet in der Seeschlacht vor Bornholm ein dänisches Geschwader. Damit beginnt der Dreikronenkrieg zwischen Dänemark-Norwegen und Schweden.
- 17. Oktober: Graf Joachim von Ortenburg führt in seiner reichsfreien Grafschaft die Reformation ein. Dies wird als Auslöser der Ortenburger Adelsverschwörung im Herzogtum Bayern angesehen.

#### Afrika
- 1. Februar: Nach dem Tod von Minas wird sein Sohn Sarsa Dengel zum Negus negest von Äthiopien gewählt. Er sieht sich einer Anzahl von Aufständen gegenüber.

#### Indien
- Im indischen Mogulreich wird die Sondersteuer für Hindus aufgehoben und Hindus die Aufnahme in den Staatsdienst gestattet.

### Wissenschaft und Technik
- Gründung der ersten hebräischen Druckerei in Palästina in der Stadt Safed

### Kultur

#### Architektur
- 23. April: Der Bau des El Escorial bei Madrid, des größten Renaissancebaus der Welt, beginnt. Es ist seit 1984 Teil des Weltkulturerbes der Menschheit.

#### Bildende Kunst
- Giorgio Vasari, Agnolo Bronzino und Bartolomeo Ammanati, drei der bedeutendsten Künstler des Manierismus, gründen unter der Schirmherrschaft des Cosimo I. de’ Medici in Florenz die Accademia di Belle Arti, die erste Akademie für Malerei in Europa.

Pieter Bruegel der Ältere: Turmbau zu Babel (Wiener Version)
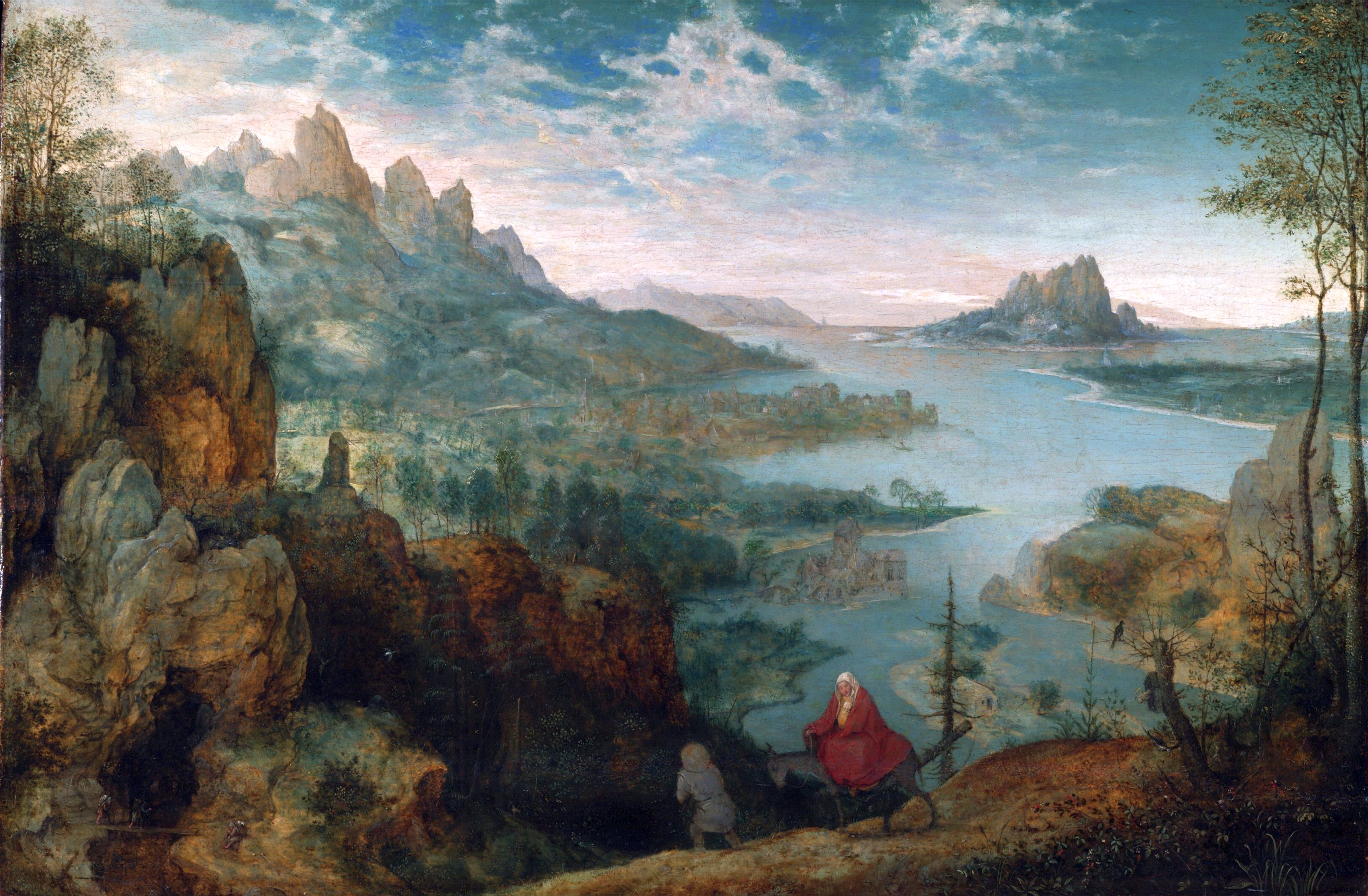
Pieter Bruegel der Ältere: Landschaft mit der Flucht nach Ägypten
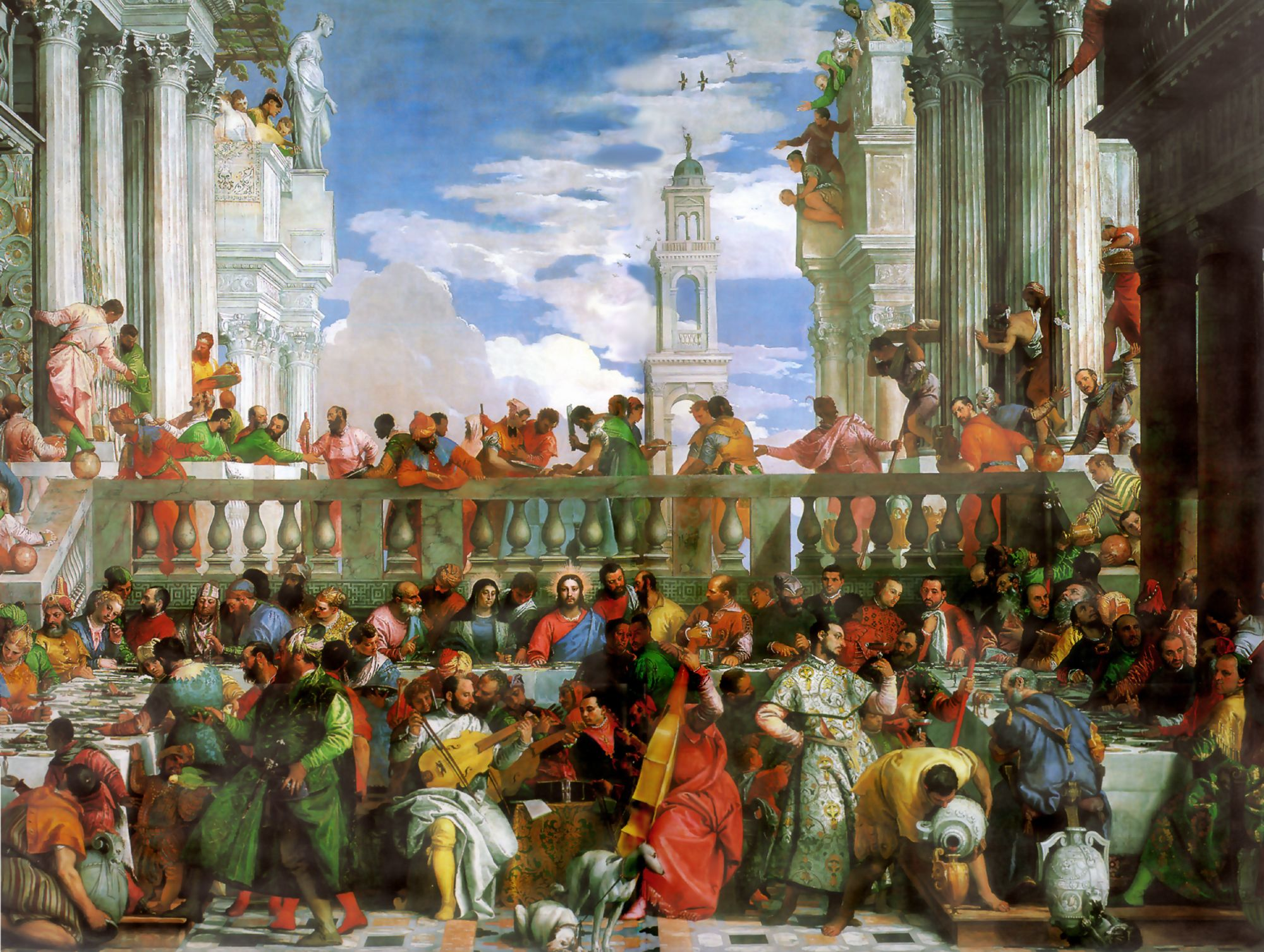
Paolo Caliari: Die Hochzeit zu Kana

- Giuseppe Arcimboldo malt die erste Serie seiner Vier Jahreszeiten, die sogenannte „Wiener Serie“.

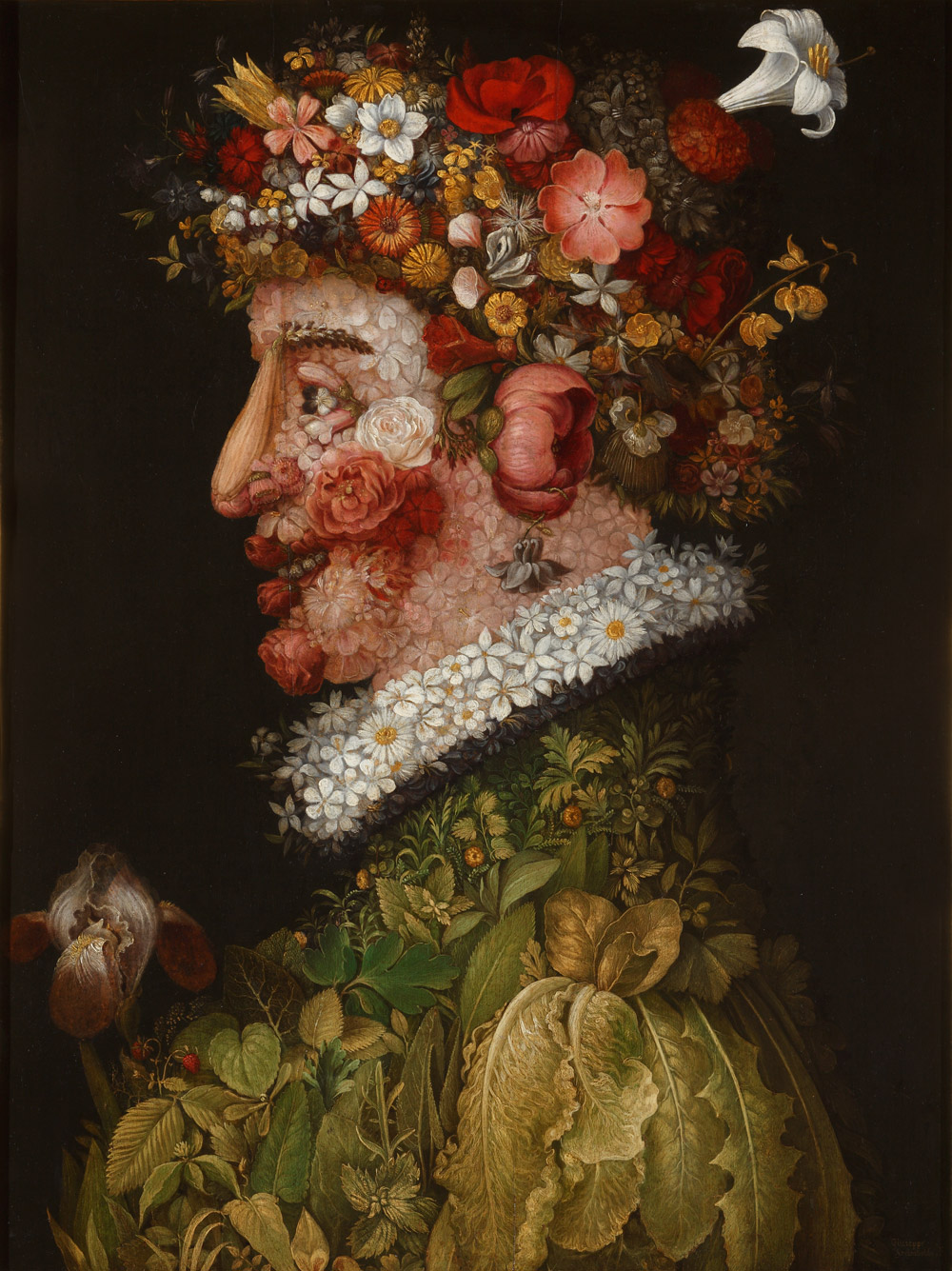
Der Frühling
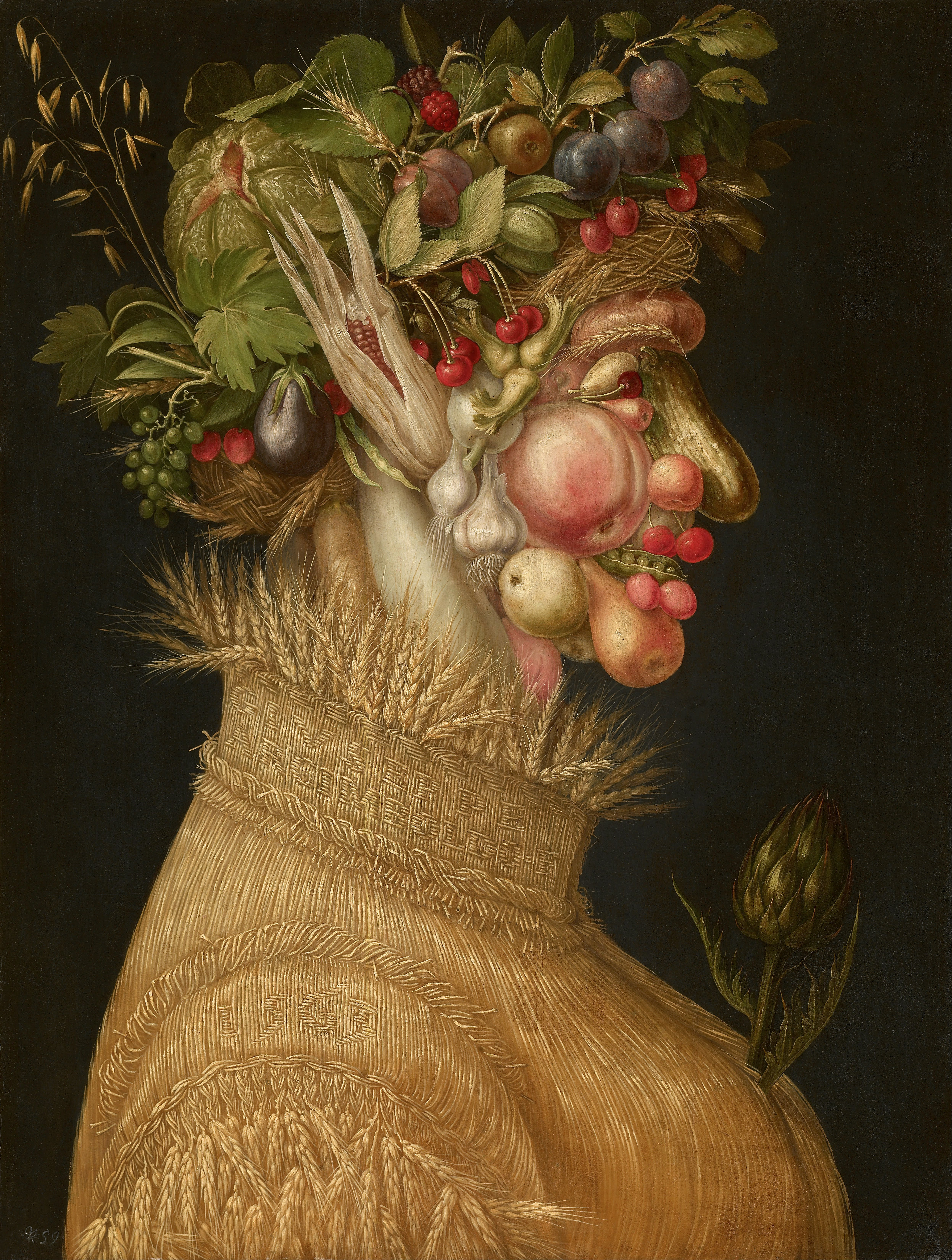
Der Sommer
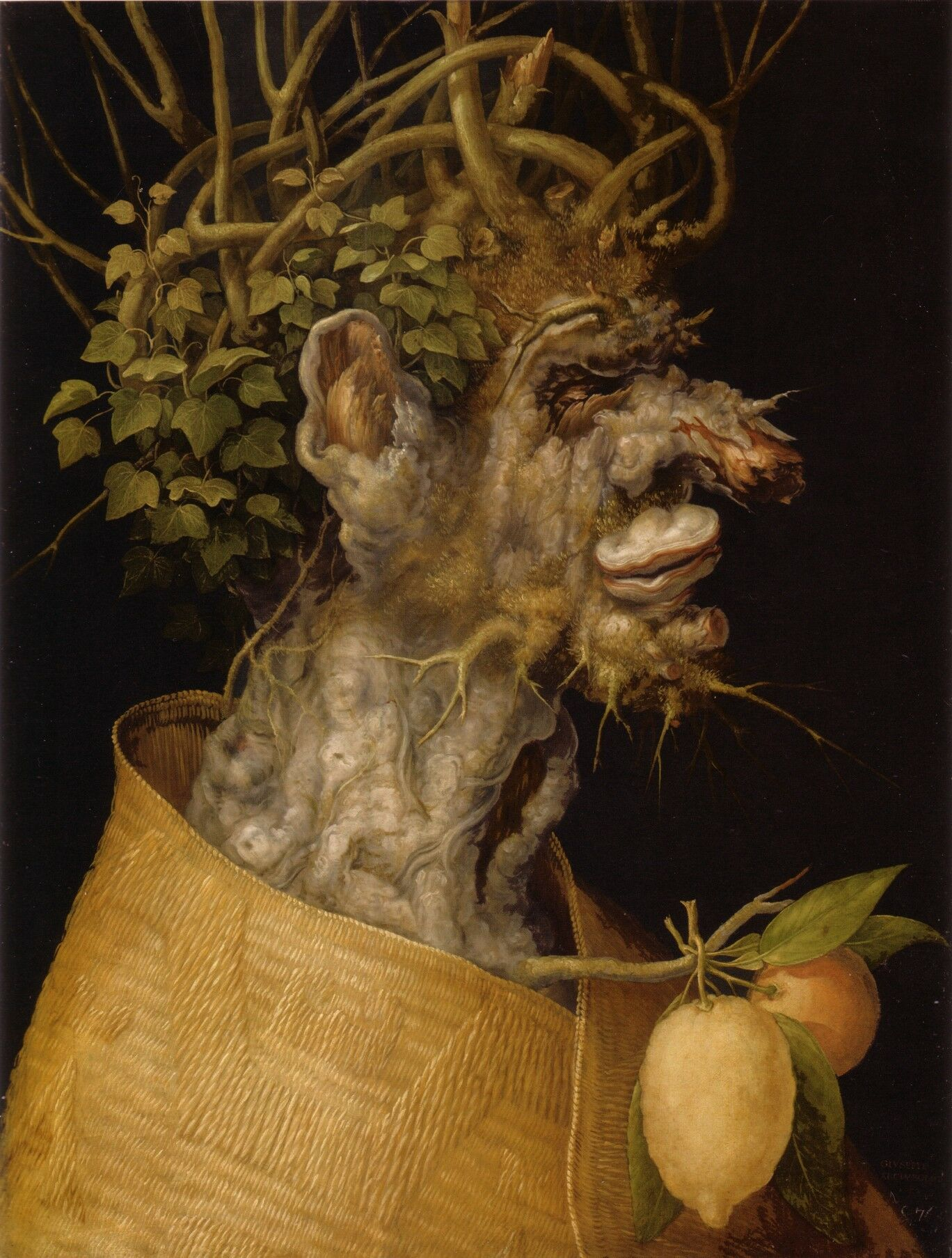
Der Winter

- um 1563: In Wien entstehen die vier Erzherzoginnenportraits.

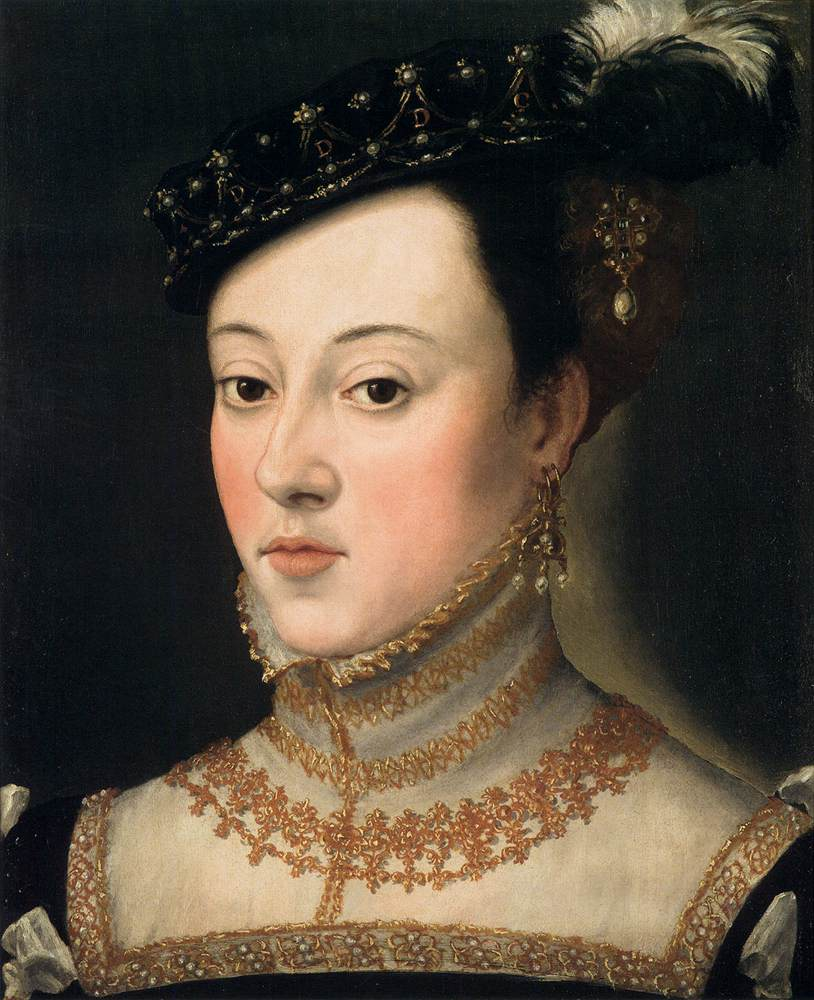
Erzherzogin Helena oder Barbara?
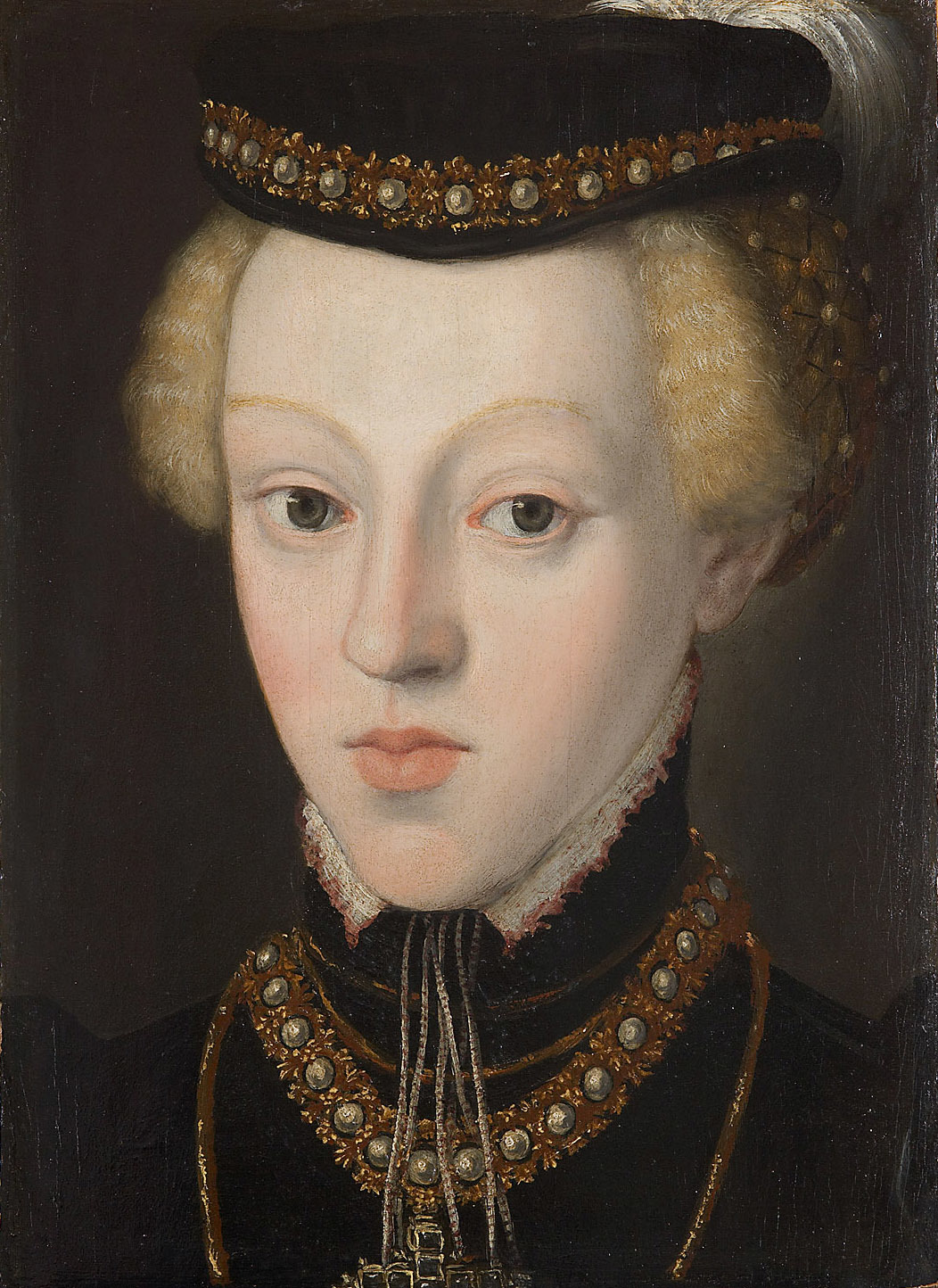
Erzherzogin Johanna
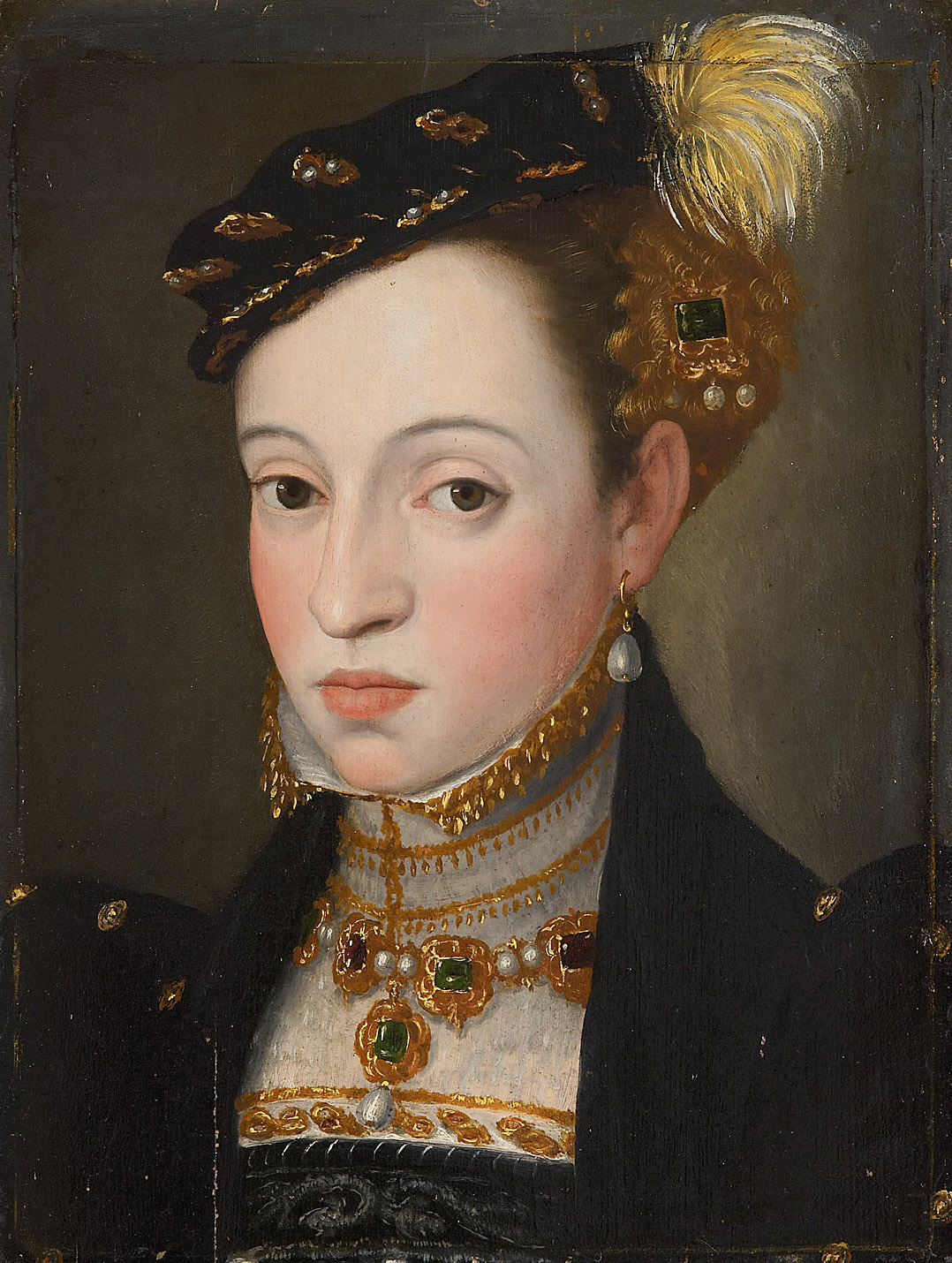
Erzherzogin Magdalena
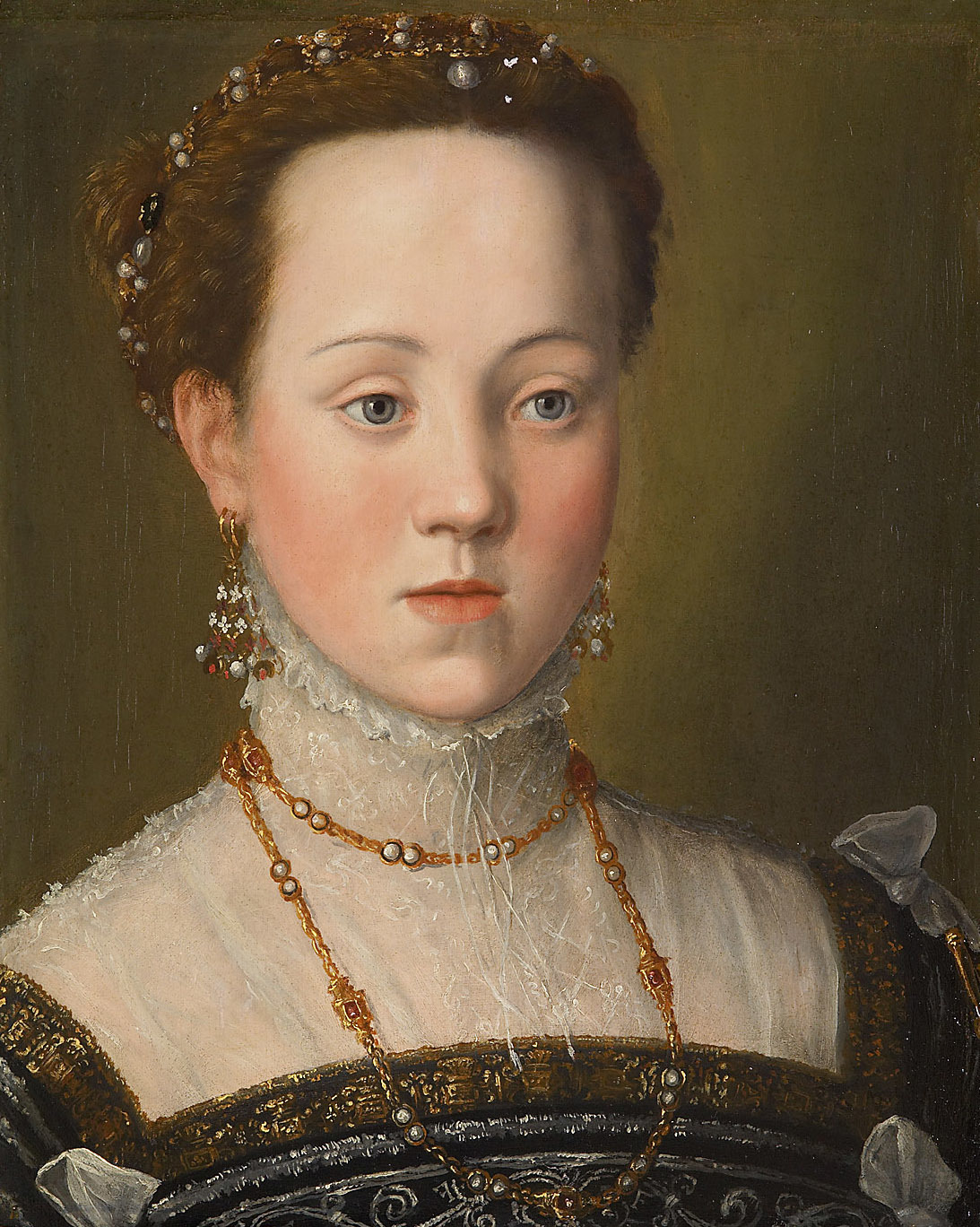
Erzherzogin Anna

#### Musik
- 17. Juni: Mit dem Auftrag zur Gründung einer „Hof-Cantorej“, der heutigen Mecklenburgischen Staatskapelle Schwerin, beruft Herzog Johann Albrecht von Mecklenburg David Köler als Hofkapellmeister.

### Gesellschaft
- Trierer Feuerbuch von 1563

### Religion
- März: Der Heidelberger Katechismus, eine Zusammenfassung von 129 Lehrsätzen der Reformierten Kirche, wird in Heidelberg veröffentlicht, nachdem Kurfürst Friedrich II. von der Pfalz ihn am 19. Januar unterschrieben hat.
- 17. Oktober: Reichsgraf Joachim führt in der inmitten von Altbayern gelegenen Reichsgrafschaft Ortenburg die Reformation ein.

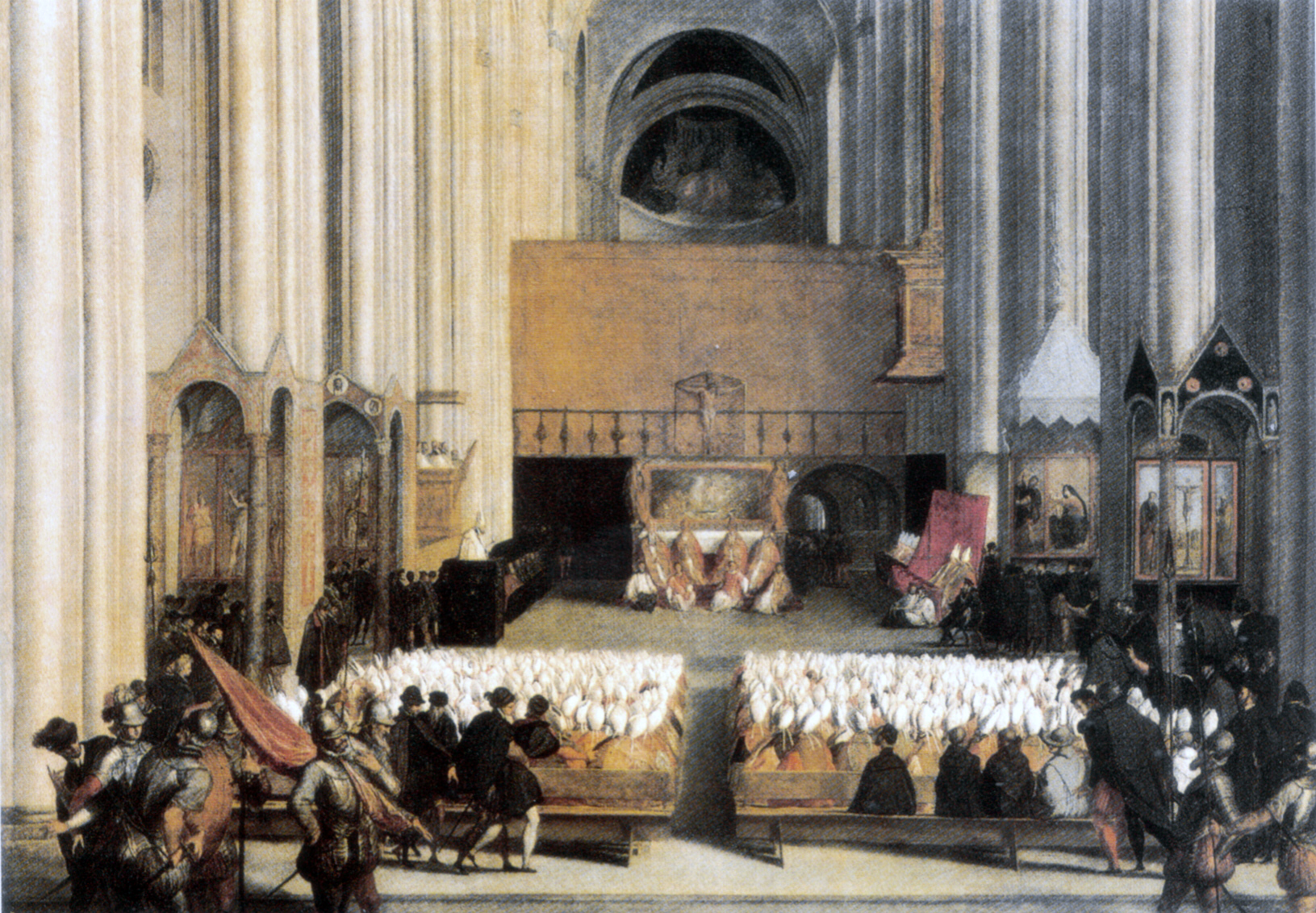
Tridentinum 1563

- 11. November: In seiner 24. Sitzung ordnet das Konzil von Trient per Erlass die Anlage von Eheregistern und die Einführung von Taufbüchern an.
- 4. Dezember: Das Konzil von Trient geht mit der dritten Sitzungsperiode zu Ende. Die römisch-katholische Kirche grenzt sich vom Protestantismus ab.
- Die Neununddreißig Artikel, wichtiger Teil der Glaubensaussagen des anglikanischen Bekenntnisses, werden unter Leitung des Erzbischofs von Canterbury, Matthew Parker, in der Provinzialsynode (Convocation) von Canterbury zusammengestellt.
- Johann Weyer gibt die Dämonologie De praestigiis daemonum (Von den Blendwerken der Dämonen) heraus.

## Historische Karten und Ansichten

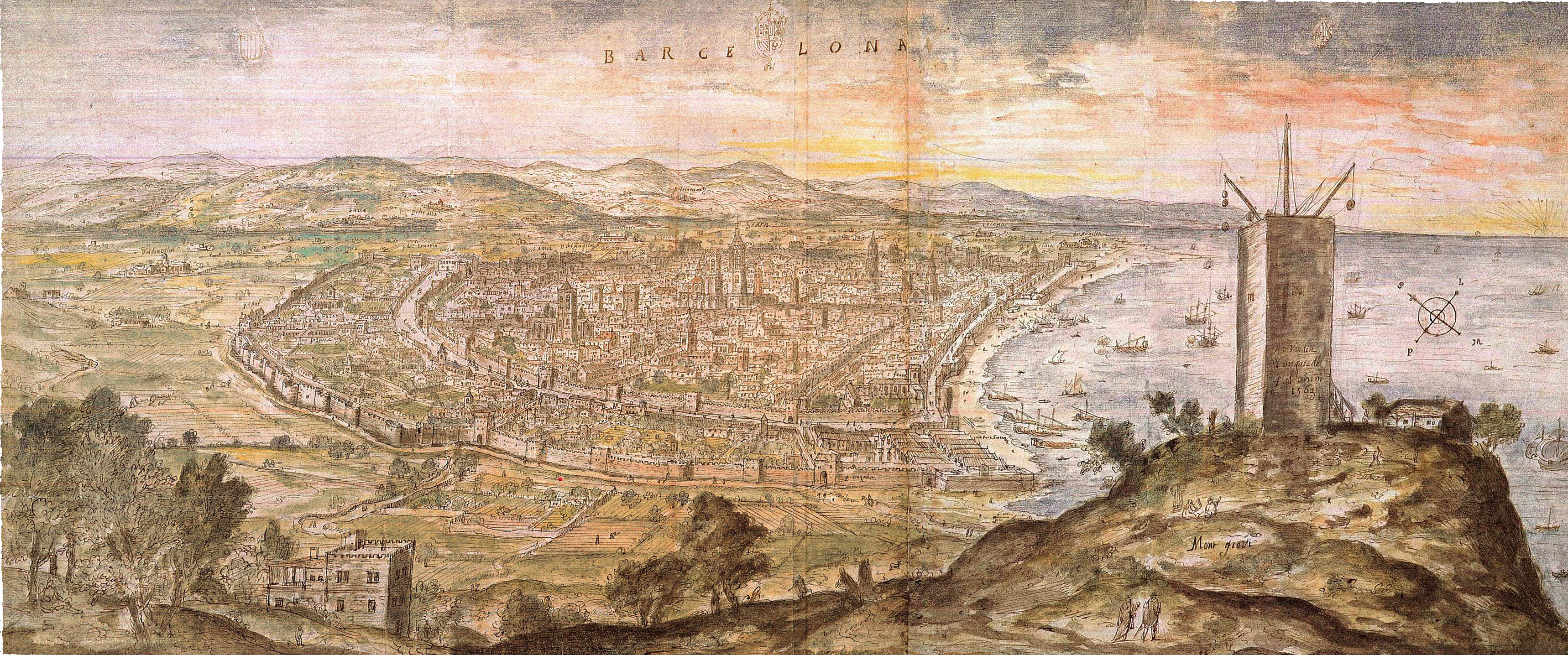
Barcelona 1563

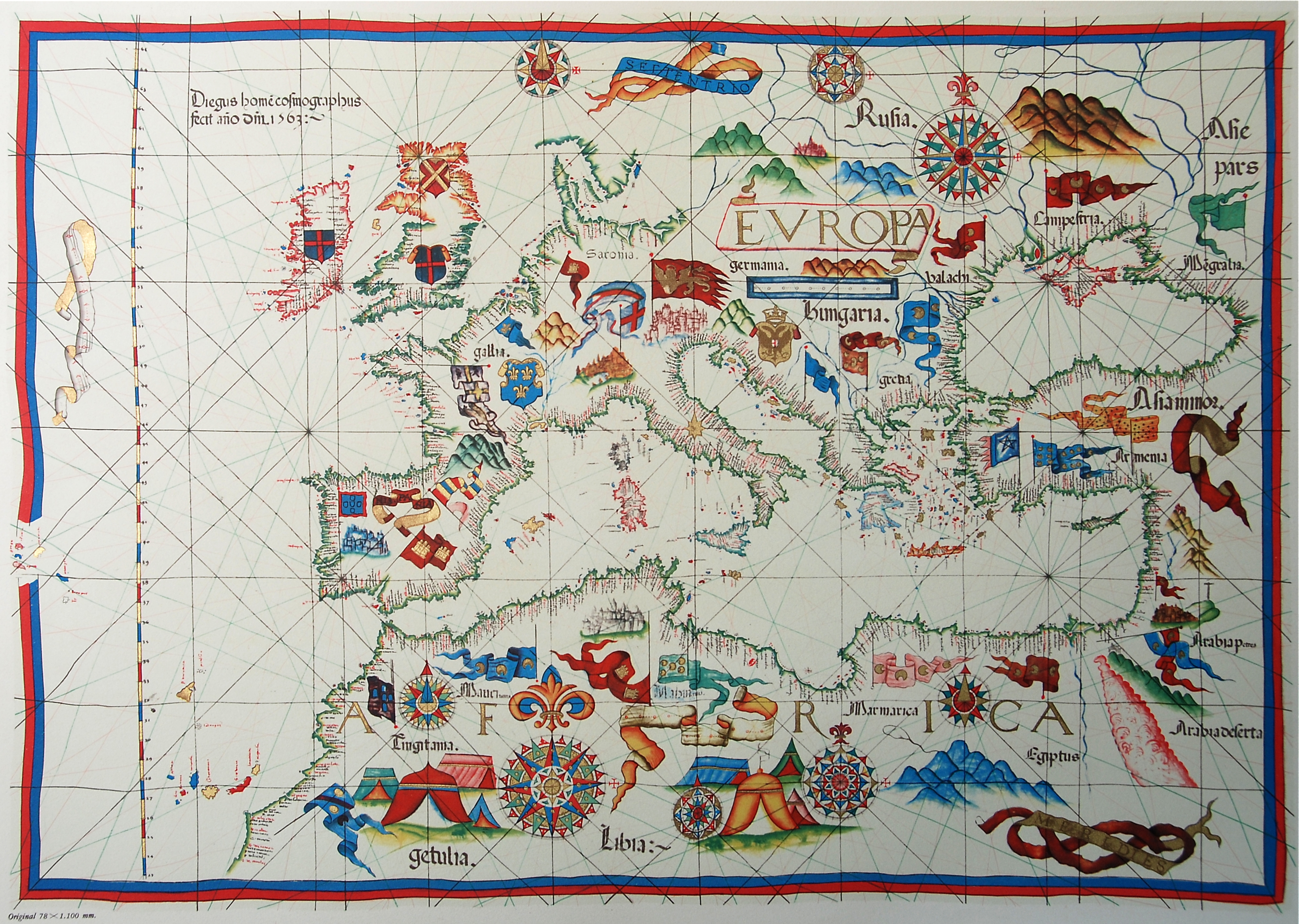
Diogo Homem: Mittelmeerraum 1563

## Geboren

### Geburtsdatum gesichert
- 06. Januar: Johann Christoph von Westerstetten, Bischof von Eichstätt, Gegenreformator und Hexenverfolger († 1637)
- 26. Januar: Georg Silberschlag der Jüngere, deutscher lutherischer Geistlicher († 1635)
- 30. Januar: Franciscus Gomarus, flandrischer reformierter Theologieprofessor in Leiden, Saumur und Groningen († 1641)
- 01. Februar: Charles de Choiseul, marquis de Praslin, Marschall von Frankreich († 1626)
- 05. März: Johann Albrecht von Solms-Braunfels, kurpfälzischer Großhofmeister († 1623)
- 26. März: Peter de Spina II., deutscher Mediziner († 1622)
- 15. April: Johann Hartmann Beyer, deutscher Arzt, Mathematiker und Ratsherr († 1625)
- 15. April: Arjan Dev, auch Arjun Dev, fünfter Guru der Sikhs († 1606)
- 01. Juni: Robert Cecil, 1. Earl of Salisbury, englischer Staatsmann und Minister Elisabeths I. und Jakobs I. († 1612)
- 09. Juli: Orazio Gentileschi, italienischer Maler († 1639)
- 27. Juli: Georg IV. Ludwig, Landgraf von Leuchtenberg († 1613)
- 30. Juli: Georg Eberhard von Solms, niederländischer Adeliger und Obrist († 1602)
- 04. September: Wanli, chinesischer Kaiser der Ming-Dynastie († 1620)
- 09. September: Pieter de Vlaming van Oudshoorn, Amsterdamer Regent († 1628)
- 15. September: Elisabeth von Anhalt, Kurfürstin von Brandenburg († 1607)
- 18. September: Agnes von Limburg-Stirum, Äbtissin der Stifte Elten, Vreden, Borghorst und Freckenhorst († 1645)
- 30. September: Enno III., Graf von Ostfriesland († 1625)
- 04. Oktober: Dorothea von Sachsen, Herzogin von Braunschweig-Wolfenbüttel († 1587)
- 13. Oktober: Franz von Carácciolo, neapolitanischer Adeliger, Ordensgründer und Heiliger der römisch-katholischen Kirche († 1608)
- 14. Oktober: Bernhardine zur Lippe, Gräfin zu Leiningen-Leiningen († 1628)
- 17. Oktober: Jodocus Hondius, flämischer Kartograph und Verleger von Atlanten und Karten († 1612)
- 30. Oktober: Sophie von Braunschweig-Lüneburg, Markgräfin von Brandenburg-Ansbach und Brandenburg-Kulmbach sowie Herzogin von Jägerndorf († 1639)
- 05. November: Anna von Oranien-Nassau, niederländische Adelige, Gräfin von Nassau-Dillenburg († 1588)
- 08. November: Heinrich II., Herzog von Lothringen († 1624)
- 15. November: Abraham Suarinus, deutscher lutherischer Theologe († 1615)
- 19. November: Robert Sidney, 1. Earl of Leicester, englischer Staatsmann und Kunstpatron († 1626)
- 28. November: Hosokawa Tadaoki, japanischer Fürst († 1646)
- 02. Dezember: Mutio Vitelleschi, römischer Geistlicher, Ordensgeneral der Societas Jesu († 1645)
- 14. Dezember: Johann Bacmeister der Ältere, deutscher Mediziner († 1631)

### Genaues Geburtsdatum unbekannt
- Januar: Leonhard Hutter, auch Hütter oder Hutterus, deutscher lutherischer Theologe († 1616)

- John Bull, englischer Organist und Cembalist († 1628)
- John Dowland, englischer Komponist († 1626)
- Michael Drayton, englischer Dichter († 1631)
- Katharina von der Hoya, deutsche Adelige († 1617)

### Geboren um 1563
- Hendrick Cornelisz. Vroom, niederländischer Maler und Zeichner, Begründer der europäischen Marinemalerei († 1640)

## Gestorben

### Todesdatum gesichert
- 04. Januar: Elisabeth von Hessen, Herzogin von Zweibrücken und Pfalzgräfin von Simmern (* 1503)
- 06. Januar: Giovanni Battista Castaldo, italienischer Condottiere und General (* 1493)
- 12. Januar: Paul vom Rode, deutscher evangelischer Theologe und Reformator (* 1489)
- 01. Februar: Minas, Negus negest (Kaiser) von Äthiopien
- 02. Februar: Hans Neusidler, deutscher Komponist und Lautenist (* 1508 oder 1509)
- 04. Februar: Wilhelm von Brandenburg-Ansbach-Kulmbach, Erzbischof von Riga (* 1498)
- 24. Februar: François de Lorraine, Herzog von Guise, französischer Heerführer und Staatsmann (* 1519)
- 17. März: Girolamo Seripando, italienischer Theologe, Generalprior der Augustiner-Eremiten und Erzbischof von Salerno (* 1493)
- 18. März: Albrecht II., Graf von Hoya (* 1526)

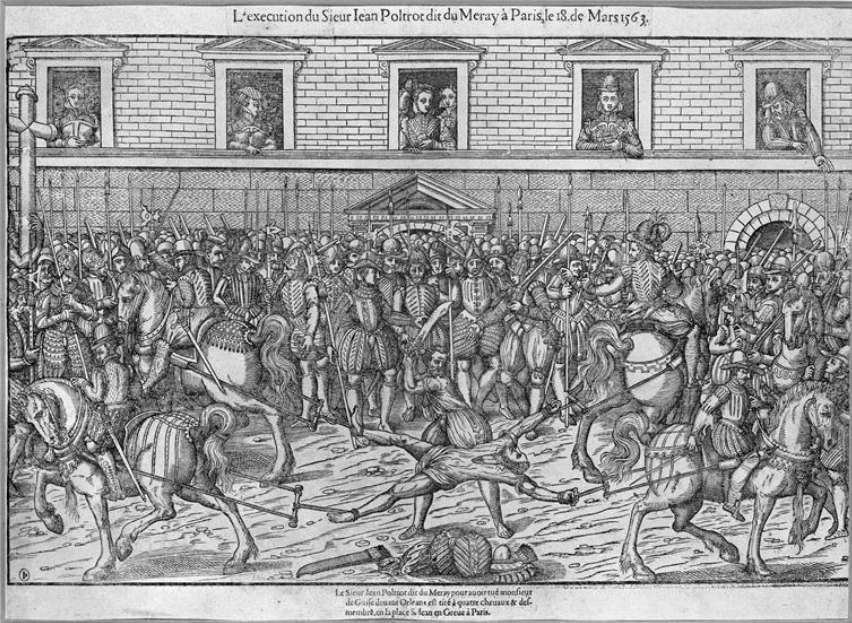
Hinrichtung von Jean de Poltrot

- 18. März: Jean de Poltrot, französischer hugenottischer Adeliger und Attentäter (* 1537)
- 19. März: Arthur Brooke, englischer Dramatiker
- 25. März: Hosokawa Harumoto, japanischer Kriegsherr (* 1514)
- 05. April: Georg Melhorn, deutscher Pädagoge und evangelischer Theologe (* 1513)
- 15. April: Bernhard VIII., Graf zur Lippe (* 1527)
- 20. April: Pedro de Soto, spanischer Theologe (* 1494/1500)
- 20. Juni: Konrad Braun, katholischer Theologe (* um 1495)
- 29. Juni: Katharina von Braunschweig-Wolfenbüttel, Herzogin von Sachsen-Lauenburg (* 1488)
- 29. Juni: Paulus I. Zeller, Abt des Zisterzienserklosters in Ebrach
- 31. Juli: Agostino Mainardi, Reformator und Pfarrer in Chiavenna (* 1482)
- 22. August: Johann Travers, Schweizer Jurist, Bündner Landeshauptmann, Heerführer, Wegbereiter und Mitbegründer der rätoromanischen Sprache im Engadin (* 1483)
- 30. August: Wolfgang Musculus, reformierter Theologe (* 1497)
- 31. August: Giovanni Angelo Montorsoli, italienischer Architekt und Bildhauer (* 1507)
- 11. September: Johann Pennarius, Weihbischof in Köln (* 1517)
- 20. September: Pankraz Labenwolf, deutscher Erzgießer (* 1492)
- 10. Oktober: Jakob Zili, Schweizer Kaufmann und Politiker (* 1481)
- 13. Oktober: Bernhard Abel, deutscher Steinmetz und Bildhauer der Renaissance (* 16. Jahrhundert)
- 18. Oktober: Heinrich Brömse, Lübecker Ratsherr (* 1507)
- 22. Oktober: Diego de Siloé, spanischer Architekt und Bildhauer (* um 1495)
- 11. November: Francesco Salviati, italienischer Maler (* 1510)
- 29. Dezember: Sebastian Castellio, französischer humanistischer Gelehrter (* 1515)
- 29. Dezember: Thomas Naogeorg, deutscher Theologe und Schriftsteller (* 1508)
- 31. Dezember: Charles de Cossé, Marschall von Frankreich und französischer Diplomat (* 1505)

### Genaues Todesdatum unbekannt
- November: John Bale, englischer Geistlicher und Dramatiker (* 1495)

- Domenico dell’Allio, italienischer Baumeister (* um 1515)
- Gaspar Correia, portugiesischer Historiker und Chronist (* um 1492)
- Francesco Negri, italienischer Benediktinermönch, Humanist, Lehrer, Schriftsteller und Reformator (* 1500)
- Jane Stuart, schottische Adelige, Gouvernante Maria Stuarts, Mätresse des französischen Königs Heinrich II. (* 1520)